# Xysticus bimaculatus
Xysticus bimaculatus là một loài nhện trong họ Thomisidae.
Loài này thuộc chi Xysticus. Xysticus bimaculatus được Ludwig Carl Christian Koch miêu tả năm 1867.